# Трейнис, Георгий Гаврилович
Георгий Гаврилович Трейнис (1907, Ростов-на-Дону — декабрь 2004) — советский футболист, защитник, футбольный тренер.

## Биография
Один из самых популярных игроков Ростова-на-Дону в 1920-е и 1930-е годы. После образования чемпионата СССР среди клубов в 1936 году, играл в составе ростовского «Динамо» в классах «В», «Б» и «А». В классе «А» в 1938 году провёл 21 матч, дебютный матч сыграл 12 мая 1938 года против бакинского «Темпа».
В 1939 году перешёл в харьковское «Динамо», в его составе за два сезона сыграл 35 матчей в классе «Б».
Участник Великой Отечественной войны, призван в РККА в 1941 году в Харькове. Воевал в составе 13-й гвардейской танковой бригады на Воронежском и Юго-Западном фронтах. Звание по состоянию на 1943 год — гвардии сержант, по состоянию на 1945 год — гвардии старший сержант, командир телефонного отделения взвода связи. Награждён Орденом Отечественной войны второй степени (1985), Орденом Красной Звезды (1945), медалью «За отвагу» (1943).
После окончания войны вернулся в Ростов-на-Дону и в течение одного сезона (1946) выступал за ростовское «Динамо» в классе «Б».
После окончания игровой карьеры работал детским тренером, среди его воспитанников — Вениамин Искра, Александр Шевченко, Борис Колесов. В 1960—1961 годах возглавлял команду мастеров «Ростсельмаш», под его руководством клуб в 1961 году занял второе место в зональном турнире класса «Б».